# Frederic III del Sacre Imperi Romanogermànic
Frederic d'Habsburg (21 de setembre de 1415 - 19 d'agost de 1493) va ser arxiduc d'Àustria (com a Frederic V) des de 1424, rei d'Alemanya (Frederic IV) des de 1440, i va rebre el títol d'emperador del Sacre Imperi (Frederic III) l'any 1452.

## Primers anys
Va néixer a Innsbruck l'any 1415, fill del duc d'Àustria Interior, Ernest d'Habsburg el de Ferro i de Cimburga de Mazòvia. Va heretar les terres familiars (línia leopoldina) el 1424. L'any 1440, quan el seu parent Albert II d'Alemanya va morir deixant només dues filles i un infant que encara no havia nascut (Ladislau el Pòstum), va ser escollit rei d'Alemanya. El 1448 va signar el concordat de Viena amb la Santa Seu, que delimitava les relacions entre els Habsburg i el Vaticà i que seria vigent fins al 1806.
Va ser coronat emperador pel papa a Roma el 19 de març de 1452 dos dies després de casar-se amb la Infanta Leonor de Portugal (1434-1467), filla d'Eduard I, rei de Portugal, i neboda d'Enric el Navegant (16 de març), 19 anys més jove i que li va aportar un dot que va ajudar a Frederic a alleujar els seus deutes i afermar el seu poder. Frederic III va ser l'últim emperador a ser coronat a Roma. Va confirmar el Privilegium Maius per Àustria.
En 1451, com a tutor del príncep Ladislau el Pòstum d'Àustria, Hongria i Bohèmia, li va donar al líder hussita Jordi de Poděbrady l'administració del regne de Bohèmia, una decisió aprovada per la Dieta celebrada al mateix any que li va confiar l'administració-regència del regne. En 1453, a proposta de Frederic III, a la Dieta de Bohèmia, Ladislau fou escollit rei de Bohèmia, però com el nou governant tenia només tretze anys, Jordi de Poděbrady, tot i que la seva administració tenia fortes simpaties hussites, va poder continuar com a regent.
El contrast entre els hussites txecs i els catòlics de tot el Sacre Imperi Romà es va mantenir, però Jordi de Poděbrady es va mostrar un home de compromís. La prematura mort del jove rei Ladislau va donar lloc a rumors d'enverinament pels hussites. Desafiat a Hongria, Jordi de Poděbrady va haver d'alliberar al jove Maties Hunyadi (Maties Corví, fill de Joan Hunyadi), però el 27 de febrer de 1458, la dieta dels Estats de Bohèmia unànimement va elegir rei de Bohèmia a Jordi. Així, els Habsburg van començar a perdre terreny a les províncies orientals de l'Imperi.

## Guerra de Successió d'Hongria (1457-77)
La mort de Ladislau I de Bohèmia el 23 de novembre de 1457, va desencadenar una guerra de successió entre els barons d'Hongria. El mateix dia, el rei Frederic III va heretar el títol del difunt arxiduc d'Àustria. Prenent avantatge del dubte, Jordi de Poděbrady de Bohèmia, va alliberar a Maties Corví, fill de l'antic voivoda de Transsilvània i cap militar hongarès, Joan Hunyadi, i amb l'ajuda de Mihály Szilágyi, proposa la candidatura del jove al tron als barons de la Dieta d'Hongria. Així, el 20 de gener de 1458, Maties Corví fou escollit. El 14 de febrer, el jove rei (tenia llavors només 15 anys) va fer entrada a Buda.
Una facció influent de nobles hongaresos, liderats pel comte palatí László Garai i el voivoda de Transsilvània, Miklós Ujlaki, va denunciar l'elecció i va anar a veure a Frederic d'Habsburg per oferir-li la corona d'Hongria. La cerimònia de coronació es va dur a terme el 4 de març de 1459 a Wiener Neustadt, i Frederic va anar a Hongria. Maties, però, va rebutjar als exèrcits dels Habsburg, i es va assegurar el suport del papa Pius II prometent muntar una croada contra els otomans que mai es va fer. Reconciliats amb el seu padrastre Jordi de Poděbrady, Maties Corví va poder dedicar-se completament a la confrontació amb el príncep austríac. Amenaçat pels otomans, Frederic va consentir a l'abril del 1462 tractar amb Maties Corví, que al seu torn es va haver d'enfrontar a una nova revolta dels barons dirigida aquest cop per Victorí (fill de Jordi de Poděbrady). A través de pagaments de 60.000 ducats, Frederic d'Habsburgo va ser reconegut com a rei dels Romans i va obtenir la sobirania sobre alguns comtats d'Hongria, però Maties fou reconegut per Frederic com a rei d'Hongria.
En 1465 el Papa Pau II va excomunicar al rei hussita Jordi de Poděbrady, de manera que els prínceps veïns tenien l'encàrrec sagrat de deposar-lo. Per tant, el 31 de maig de 1468, Maties Corví va envair Bohèmia però, sospitant d'una aliança contra ell entre el rei Jordi III de Bohèmia i Frederic d'Habsburg, amb cautela va ajustar la pau el 27 de febrer de 1469. El 3 de maig, els catòlics de Bohèmia van elegir a Maties com a rei de Bohèmia, el que va contrarestar els projectes del Papa i l'emperador Frederic III, que preferirien una partició del regne. Jordi de Poděbrady es va avançar als projectes de tots els seus enemics i va desheretar al seu propi fill en favor de Ladislau, fill major del rei Casimir IV de Polònia, assegurant hàbilment el suport de Polònia.

## Conflicte entre els Habsburg i els confederats
Al segle XV la casa d'Habsburg, després d'una sèrie de derrotes contra les ciutats confederades, va perdre gairebé totes les seves possessions a l'altiplà suís fins a la vall de Fricktal amb Turgòvia. El 1460 el papa Pius II havia excomunicat a Segimon d'Habsburg, duc d'Àustria, i diverses ciutats confederades aliades a ciutats de més enllà del Rin com Rottweil, Mulhouse, Buchhorn i Wangen, excepte Berna, van aprofitar l'oportunitat per apoderar-se de Turgòvia a l'est de Zúric. L'1 de juny de 1461, data de la signatura de la pau amb Àustria, els fou confirmada la possessió dels països conquerits, que es van transformar en batllies comunes dels confederats. Si la victòria de Waldshut el 1468 va permetre als confederats ampliar la seva àrea d'influència la seva hegemonia regional al Sundgau no es va implantar realment fins a la guerra de Borgonya i la caiguda de Carles el Temerari. Fins i tot el regent del Tirol i Àustria Anterior, Segimon d'Habsburg va haver de reconèixer les possessions confederades per l'Edicte Perpetu de 1474. Només el cap de la casa d'Habsburgo, emperador Frederic III, restava inexorablement oposat, però en aquest moment ja no regnava més que als ducats d'Àustria, Estíria, Caríntia i Carniola. Malgrat això, la Confederació es va mantenir sota l'amenaça dels intents de reconquesta austríacs a Argòvia i Turgòvia.

## Enfonsament militar a la part oriental
La mort sobtada el març de 1471 de Jordi de Poděbrady va causar complicacions greus. De moment una revolta dels barons d'Hongria (1470-1471) va impedir a Maties Corví d'apoderar-se de Bohèmia, però el 1474 va reprendre l'ofensiva contra els exèrcits del Sacre Imperi.
Per la seva banda, Frederic III es va enfrontar a una gran ofensiva a Neuss a la Renània de Carles el Temerari des del juliol 1474. Aquest, sortit de Gueldre, havia de rebre el suport d'un cos expedicionari anglès de 14.000 infants i 1.500 cavallers, però aquest no va arribar als Països Baixos fins a la fi de l'any 1475. D'altra banda, les negociacions amb Lluís XI de França van frenar l'atac durant set mesos, i mentre l'emperador va aconseguir reunir un exèrcit de socors. Lluís XI, en lloc d'honrar la seva promesa d'enviar un exèrcit de 20.000 homes a la regió del Rin, va dirigir els seus atacs a Picardia i Artois, apoderant-se de les ciutats de Montdidier, Roye i Corbie (1475). Alhora, va instar al duc Segimon, a la ciutat d'Estrasburg i als cantons suïssos a fer la pau entre ells; el duc Segimon, amb l'ajuda dels suïssos, va recuperar per la força el comtat de Ferrette (Pfirt) a Alsàcia, que havia cedit en penyora a Carles el Temerari. Després d'un any de setge infructuós (1475), el duc de Borgonya va haver d'aixecar el setge de Neuss per fer front als francesos a Picardia. Com a recompensa, Frederic III va atorgar als ciutadans de Neuss el dret d'encunyació.
En 1477, Frederic III, abandonat pels ducs de Baviera, va acabar per perdre tots els seus feus d'Hongria, i es va veure obligat a recórrer el país sol·licitant l'hospitalitat dels monestirs que trobava en el seu camí. No va tenir més remei que ajustar amb Maties Corví un armistici sense condicions. Després de l'última ronda de converses, l'emperador va haver de pagar una indemnització de guerra enorme, i sens dubte reconèixer al seu adversari com a legítim rei d'Hongria a condició que la corona del país en cas de manca de descendència masculina, retornés als Habsburg (el que semblava molt poc probable en aquell moment, ja que Maties es va casar amb la seva tercera esposa Beatriu el 15 de desembre de 1476).
L'emperador no va mantenir les seves promeses econòmiques el que va induir a Maties a fer la guerra contra ell per tercer cop el 1481. El rei hongarès va conquerir totes les fortaleses en els dominis hereditaris de Frederic. Finalment, l'1 de juny de 1485, al capdavant de 8.000 veterans, va fer la seva entrada triomfal a Viena, la qual va fer la seva capital, romanent en mans hongareses fins a la seva mort. A continuació, Estíria, Caríntia i Carniola van caure una darrere l'altre; Trieste es va salvar per la intervenció d'un cos expedicionari venecià.

## Creixents divisions dins del Sacre Imperi
Frederic III va fugir, i Maties va consolidar la seva posició a través d'aliances amb els enemics dels Habsburg, els ducs de Saxònia i els Wittelsbach de Baviera, els cantons confederats de Suïssa i l'arquebisbe de Salzburg, formant el major bloc polític a Europa central. Des de 1485, el duc Albert IV de Baviera es va annexionar el feus dels senyors d'Abensberg, llinatge que s'havia extingit i el 1486 va unir al seu ducat de la ciutat imperial de Ratisbona; el 1487 es va casar amb Cunegunda d'Àustria, filla de Frederic III; i finalment va heretar del seu cosí Simó el Ric totes les possessions dels Habsburg a Suàbia (Alta Àustria), de manera que el seu poder era enorme. El nebot de Frederic III, Segimon d'Habsburg, va empenyorar el comtat de Tirol al duc de Baviera el 1487 i li va vendre l'Àustria Anterior excepte el Vorarlberg. A la mort de Maties Corví en 1490 esclatà la Guerra de Successió Hongaresa i Frederic recuperà els territoris perduts durant la guerra austro-hongaresa,

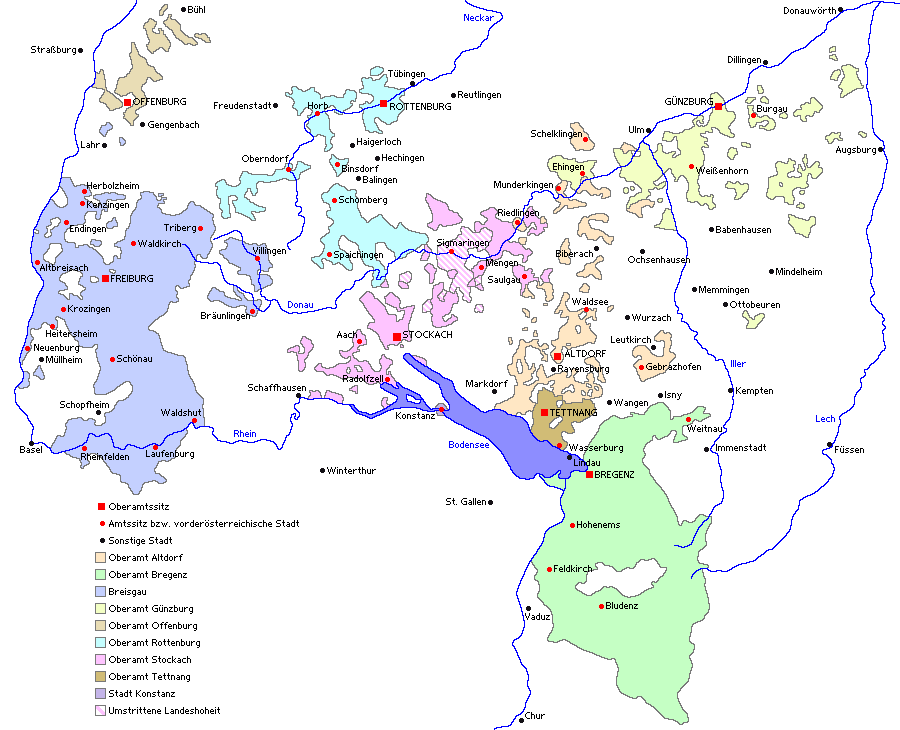
Àustria Anterior al

En aquestes tràgiques circumstàncies, Frederic III va fer posar a Segimon sota tutela i va expulsar tots els nobles relacionats amb els Wittelsbach de les seves terres. L'augment inexorable del poder dels ducs de Baviera, preocupava no només de l'emperador, sinó també als senyors de Suàbia, als Straubing i a la burgesia de les ciutats de l'Imperi; per lluitar contra els Wittelsbach les ciutats el sud d'Alemanya, la Germandat dels Cavallers de Sant Jordi, el comte de Württemberg, els estats de Segimon, Àustria Anterior i el Tirol s'uniren al seu torn a instàncies dels Habsburg el 1488 en l'anomenada lliga de Suàbia. A més, l'emperador Frederic III va decretar l'ostracisme d'Albert IV i de la ciutat de Ratisbona. Per assegurar la seva successió i recollir el llegat de Borgonya, va decidir el 1486 fer elegir el seu fill Maximilià I, com a rei dels romans.

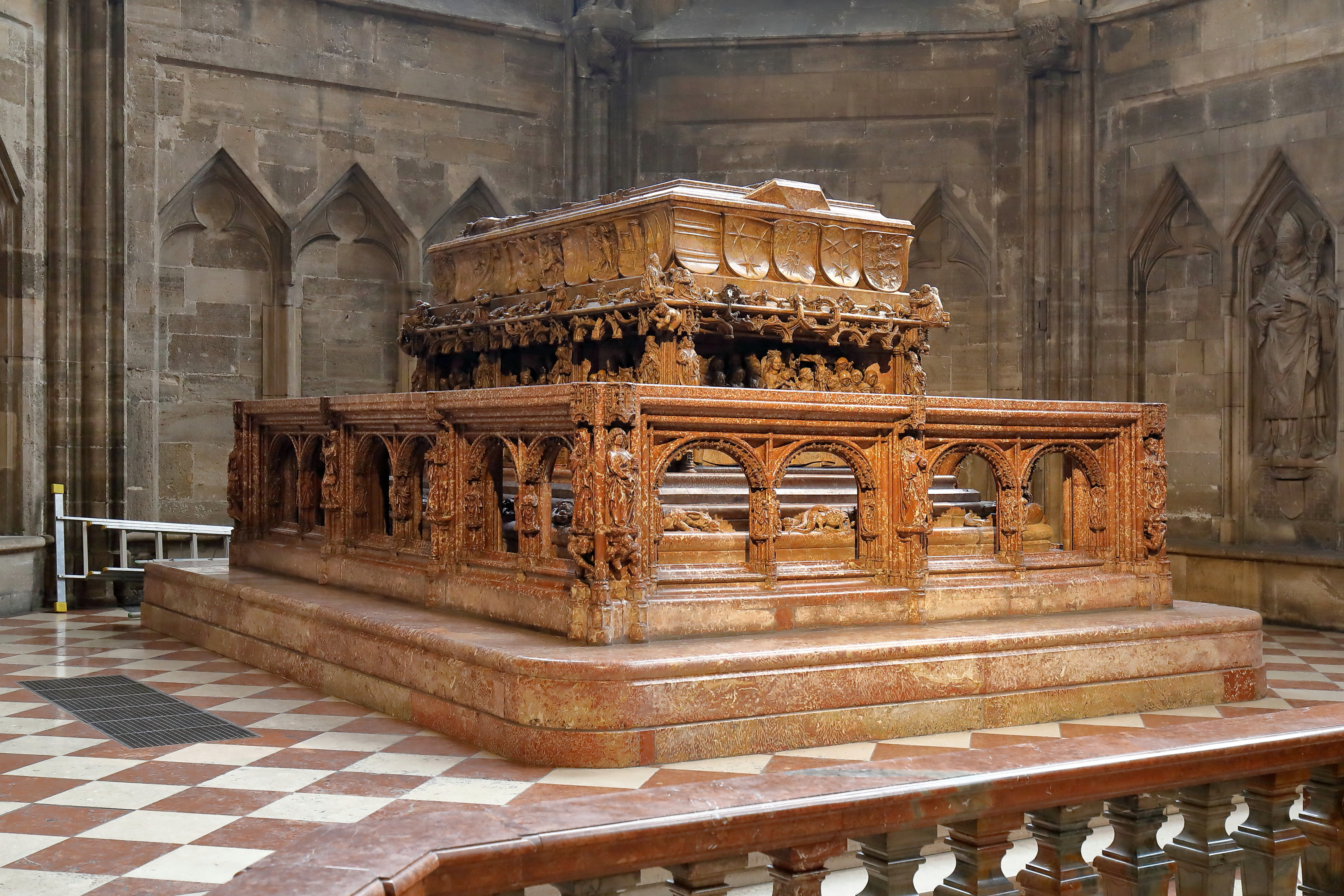
Sepulcre de l'emperador Frederic III a la Catedral de Viena, obra de Nikolaus Gerhaert.

Els cantons confederats van declinar la invitació per unir-se a la unió suabia i, per tant, les tres grans potències militars d'Alemanya foren llavors la Lliga de Suàbia, la Confederació, i el ducat de Baviera. No obstant això, Albert IV, pressionat per tot arreu, finalment va decidir restituir tot el patrimoni incorporat i la pau es va signar a Augsburg (1492).
Els últims deu anys de regnat va governar conjuntament amb el seu fill Maximilià. Morí als 77 anys en el curs d'una operació en la qual se li intentava amputar una cama. El seu sepulcre, a la Catedral de Viena, és obra de Nikolaus Gerhaert.

## Família

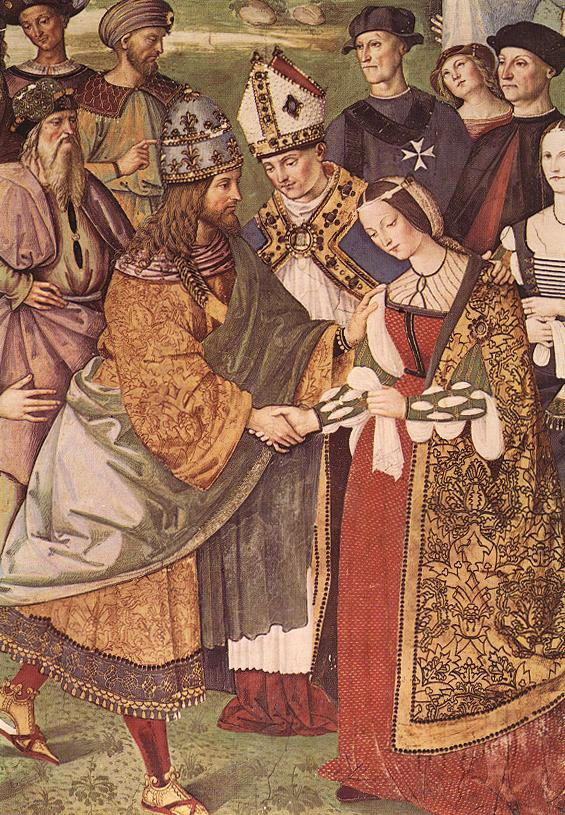
Enees Piccolomini presenta Elionor de Portugal a Frederic III, de Pinturicchino

### Núpcies i descendents
Es va casar amb la princesa portuguesa Elionor d'Avis i de Trastàmara (1434-1476), filla d'Eduard I de Portugal i Elionor d'Aragó. Tingueren cinc fills, dos dels quals arribaren a l'edat adulta:
- Cristòfol (1454-1455)
- Maximilià (1459-1519), futur emperador Maximilià I del Sacre Imperi Romanogermànic.
- Helena (1460-1461)
- Cunegunda (1465-1520), futura esposa del duc Albert IV de Baviera.
- Joan (1466-1467)

### Avantpassats
|  |                            |  |  |  |  |  |  |  |  |  |  |  |  |  |  |  |
|  | 16. Albert I d'Alemanya    |  |  |  |  |  |  |  |  |  |  |  |  |  |  |  |
|  |                            |  |  |  |  |  |  |  |  |  |  |  |  |  |  |  |
|  |                            |  |  |  |  |  |  |  |  |  |  |  |  |  |  |  |
|  | 8. Albert II d'Àustria     |  |  |  |  |  |  |  |  |  |  |  |  |  |  |  |
|  |                            |  |  |  |  |  |  |  |  |  |  |  |  |  |  |  |
|  |                            |  |  |  |  |  |  |  |  |  |  |  |  |  |  |  |
|  | 4. Leopold III d'Habsburg  |  |  |  |  |  |  |  |  |  |  |  |  |  |  |  |
|  |                            |  |  |  |  |  |  |  |  |  |  |  |  |  |  |  |
|  |                            |  |  |  |  |  |  |  |  |  |  |  |  |  |  |  |
|  | 9. Joana de Pfirt          |  |  |  |  |  |  |  |  |  |  |  |  |  |  |  |
|  |                            |  |  |  |  |  |  |  |  |  |  |  |  |  |  |  |
|  |                            |  |  |  |  |  |  |  |  |  |  |  |  |  |  |  |
|  | 2. Ernest d'Habsburg       |  |  |  |  |  |  |  |  |  |  |  |  |  |  |  |
|  |                            |  |  |  |  |  |  |  |  |  |  |  |  |  |  |  |
|  |                            |  |  |  |  |  |  |  |  |  |  |  |  |  |  |  |
|  | 20. Esteve Visconti        |  |  |  |  |  |  |  |  |  |  |  |  |  |  |  |
|  |                            |  |  |  |  |  |  |  |  |  |  |  |  |  |  |  |
|  |                            |  |  |  |  |  |  |  |  |  |  |  |  |  |  |  |
|  | 10. Bernabé Visconti       |  |  |  |  |  |  |  |  |  |  |  |  |  |  |  |
|  |                            |  |  |  |  |  |  |  |  |  |  |  |  |  |  |  |
|  |                            |  |  |  |  |  |  |  |  |  |  |  |  |  |  |  |
|  | 5. Viridis Visconti        |  |  |  |  |  |  |  |  |  |  |  |  |  |  |  |
|  |                            |  |  |  |  |  |  |  |  |  |  |  |  |  |  |  |
|  |                            |  |  |  |  |  |  |  |  |  |  |  |  |  |  |  |
|  | 1. Emperador Frederic III  |  |  |  |  |  |  |  |  |  |  |  |  |  |  |  |
|  |                            |  |  |  |  |  |  |  |  |  |  |  |  |  |  |  |
|  |                            |  |  |  |  |  |  |  |  |  |  |  |  |  |  |  |
|  | 12. Siemowit IV de Masòvia |  |  |  |  |  |  |  |  |  |  |  |  |  |  |  |
|  |                            |  |  |  |  |  |  |  |  |  |  |  |  |  |  |  |
|  |                            |  |  |  |  |  |  |  |  |  |  |  |  |  |  |  |
|  | 6. Siemowit IV de Mazòvia  |  |  |  |  |  |  |  |  |  |  |  |  |  |  |  |
|  |                            |  |  |  |  |  |  |  |  |  |  |  |  |  |  |  |
|  |                            |  |  |  |  |  |  |  |  |  |  |  |  |  |  |  |
|  | 3. Cimburga de Mazòvia     |  |  |  |  |  |  |  |  |  |  |  |  |  |  |  |
|  |                            |  |  |  |  |  |  |  |  |  |  |  |  |  |  |  |
|  |                            |  |  |  |  |  |  |  |  |  |  |  |  |  |  |  |
|  | 28. Gediminas              |  |  |  |  |  |  |  |  |  |  |  |  |  |  |  |
|  |                            |  |  |  |  |  |  |  |  |  |  |  |  |  |  |  |
|  |                            |  |  |  |  |  |  |  |  |  |  |  |  |  |  |  |
|  | 14. Algirdas               |  |  |  |  |  |  |  |  |  |  |  |  |  |  |  |
|  |                            |  |  |  |  |  |  |  |  |  |  |  |  |  |  |  |
|  |                            |  |  |  |  |  |  |  |  |  |  |  |  |  |  |  |
|  | 7. Alexandra de Lituània   |  |  |  |  |  |  |  |  |  |  |  |  |  |  |  |
|  |                            |  |  |  |  |  |  |  |  |  |  |  |  |  |  |  |
|  |                            |  |  |  |  |  |  |  |  |  |  |  |  |  |  |  |